# (10000) Myriostos
(10000) Myriostos es un asteroide perteneciente al cinturón de asteroides descubierto el 30 de septiembre de 1951 por Albert George Wilson desde el observatorio del Monte Palomar, Estados Unidos.

## Designación y nombre
Myriostos se designó inicialmente como 1951 SY.
Más adelante, en 1999, recibió su nombre de la palabra en griego antiguo para diezmilésimo en honor de todos los astrónomos, pasados y presentes, de todo el mundo, tanto profesionales como aficionados, observadores o calculadores de órbitas que participaron durante 198 años en la tarea de acumular 10 000 planetas menores con parámetros orbitales de la mayor calidad.
La asignación de un objeto astronómico a este número generó cierta controversia, ya que durante cierto tiempo hubo una propuesta para asignar el número (10000) de la lista de asteroides a Plutón debido a que muchos no lo consideraban ya un verdadero planeta a causa de su reducido tamaño. Tras cierto debate se abandonó la idea y finalmente se asignó tal número al asteroide 1951 SY. Plutón recibió años después el número (134340).

## Características orbitales
Myriostos está situado a una distancia media de 2,589 ua del Sol, pudiendo alejarse hasta 3,373 ua y acercarse hasta 1,805 ua. Su inclinación orbital es 20,61 grados y la excentricidad 0,3028. Emplea en completar una órbita alrededor del Sol 1521 días. El movimiento de Myriostos sobre el fondo estelar es de 0,2366 grados por día.

## Características físicas
La magnitud absoluta de Myriostos es 15,1.